# 市川慎次郎
市川 慎次郎（いちかわ しんじろう、1976年（昭和51年）‐ ）は、日本の実業家。東京都内に本拠を置く、株式会社中央シャッター、株式会社横引シャッターの代表取締役。東京青年会議所足立区委員会委員、東京商工会議所足立支部建設分科会副分科会長などを歴任。駅の売店に多く採用されている横引きシャッタ―の普及や、90歳を超える社員がいるなど定年のない雇用、がん患者が働ける職場づくりを実現させたことで知られ、こうした体験に基づく講演などを各地で実施している。2020年6月、いしかわ観光特使に就任。令和2年度足立区功労者。

## 人物・来歴
1976年（昭和51年）、埼玉県生まれ。国士舘中学校・高等学校卒業後、中国の清華大学へ留学、北京語言文化大学（現・北京語言大学）漢語学部経済貿易科卒業。株式会社中央シャッターに入社。総務部長、経理部長を経て、創業者でカリスマ経営者であった父・市川文胤の急逝（2011年12月）を受け、2012年、2代目社長に就任。日本ではまだ珍しかった横引きシャッターを普及させるとともに、9億円あった負債を6年間で7億円返済し会社を再建させる。年齢・性別・国籍は一切不問、定年退職を設けず70歳を超える社員も雇用し、94歳まで働き続けた社員もいたなど異色な経営姿勢が多くのメディアに注目された。

### 横引シャッター

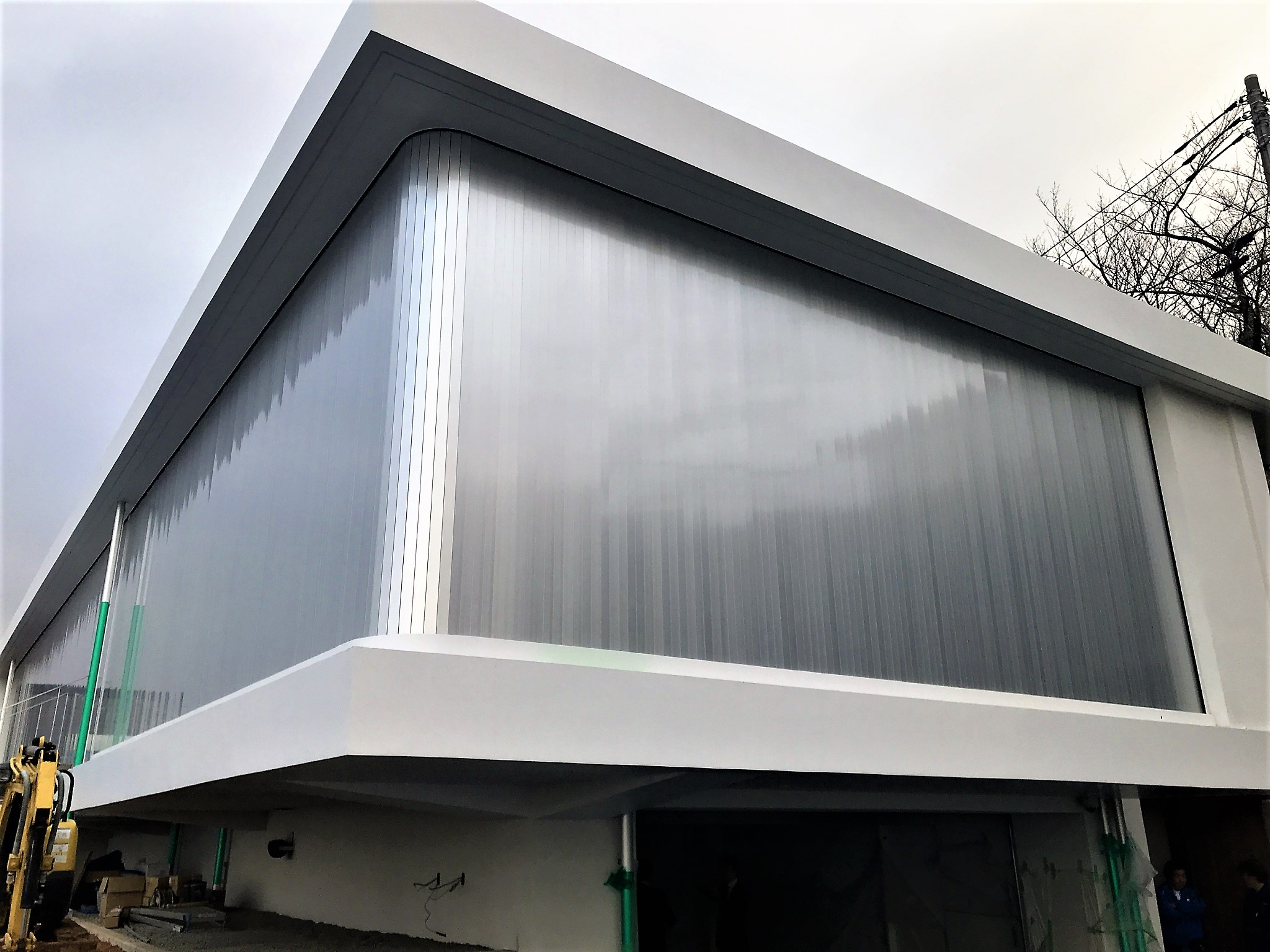
「上吊式横引きシャッター」で特許を取得した同社の横引きシャッターは、2019年現在トップシェアを持ち、住宅のほかKIOSKや地下鉄の売店などで広く採用されている。

創業者が考案し、特許を取った横引きシャッターの普及に尽力。同社は当初、シャッターメーカーの修理をメインとする下請けに始まり、既に大手メーカーが製作していた横引きシャッターであったが、自社でも開発をはじめ「上吊式横引きシャッター」で特許を取得。「株式会社横引シャッター」を立ち上げ、展示会などで認知度を上げ主力商品となる。ゼネコンからの受注生産のみならず、一般住宅市場やバリアフリーニーズにも対応する商品を多数開発した。同社の横引きシャッターは、2019年現在トップシェアを持ち、KIOSKや地下鉄の売店などで広く採用されている。S字や曲線が自由に描けるため、建物に合わせたコーディネートを可能としたほか、中間に柱を立てずに、1枚のシャッターで50m以上でも製作可能とした。
2020年10月には、手動シャッターの日常的に手が触れる「カマチ」と手かけに「エコバリア」という、1分以内にウィルスを99.9%不活性化し、3年以上効果が持続する抗菌加工を標準で装備した。

### オーダーメイド・アクリル・パーテーション
用途に応じサイズを指定でき経年変化による変色しにくい素材を採用したオーダーメード・アクリル・パーテーションを開発・販売。上吊り式で脚のスペースの要らない商品などを開発。新型コロナウィルス感染防止対策の需要に対応した。

### 定年なき雇用
社内で働き方改革を実施、「社員は家族」とする創業者の遺志を引継ぎ、60歳定年制を規定しているものの運用せず、採用は原則として年齢不問、働く意欲のある限りは雇用を続け、90歳を超える社員も働く企業として知られ、年間65社以上、取材に訪れるなどメディアにも注目された。定年後の雇用条件や雇用形態は一切変更せず、ただ一つ「若い者へ技術・知識を伝達する」ことを条件としている。さらに年齢、性別、国籍も多様な社員のライフスタイルに合わせたフレックスタイム制度も導入した。また、ルールにすると柔軟な対応ができない”お互い様精神”の社内風土を醸成する取り組みとして「多能工化」を実施。若い社員から『合コンがあるから早く帰りたい』との申し出に『合コン休暇』を作ったこともある。全社員がすべての部署を経験することで部署を超えた支え合いが可能となり、個々のパフォーマンスの向上を実現させ、2016年から2017年への1年間で30%も生産効率を上げ、5期連続売上アップを達成するなどの実績を上げた。

### がん患者の雇用
市川は、がんに罹患した社員でも仕事が続けられるよう支援しており、実際に2018年8月現在で同社の従業員31人中、過去5年間で5人ががんに罹ったが、仕事をやめることがないよう、それぞれ個別に柔軟に対応している。治療などで出社できない場合でも給与を固定給分を支給。2018年には、「がん患者にやさしい企業」として東京都に表彰される。

### 新型コロナウイルス感染拡大防止対策
2020年5月12日、市川が幹事を務める東京足立ロータリークラブは東京江北ロータリークラブと共同で折り畳み式のプラスティック製フェイスシールド5000個を足立医師会へ寄贈した。5月15日には、新型コロナウイルス感染拡大に際し、非常事態宣言後、偶然地元の足立区役所を訪れた際、アクリルパーティションがある部署と無い部署があることに気付き、パーティションが不足している現状を知り、試作を繰り返し100セットを用意。寄贈する。また、市川が経営する横引きシャッターでは、全社員にマスクを配布し着用や換気を徹底するほか、時間帯変形フレックス制や在宅勤務、休業補償月の休業や雇用体系なども個別で対応するなど、いち早い対応をとった。2020年7月10日には、石川県にアクリルパーテーション100台を寄贈、8月には熊本県にも100台を寄贈した。
また、製造業でありながら、4月7日、東京が緊急事態宣言の対象になったことを受け、働き方改革を決断。34名の全社員と個別面接を行い、「在宅勤務」「フレックスタイム制（時差出勤もしくは時短勤務）」「週休3日制」の3つを提案し、いずれかを選ばせ、全社では結果的に社員の総出勤日数を40%減らすことに成功（給与は全額支給）した。

### 社内改革
先代が何でもこなすカリスマ経営者で、社員はただ敷かれたレールを走るだけという風潮であった点に市川は危機を感じ、社長不在でも会社業務を回すことができ、社長は外交に徹するための『社長戦力外通告』を発令したり、腕はあるが品がない山賊から、腕も品もある武士のような存在を目指そうという『山賊から武士へ』、職人が自らのプライドを持って働いていた過去の価値観を取り戻そうという『古き良き時代の復活』など3つの方針を掲げた。さらに、古い工場のイメージ一新のための『工場見える化計画』では、グループ全体の工場の機械を黒を基調として赤いワンポイントの入ったデザインに統一。照明をすべてLED化し、工場内の壁をシルバー一色の斬新な空間にするなど、社員の意識改革、社内環境の改革を実施した。

### 受賞で通知活動
東京都や足立区、その他の団体から40以上の賞状を授与されているが、これは社員が自社に対する自信を持てるようにと市川が始めたものである。

## 略歴

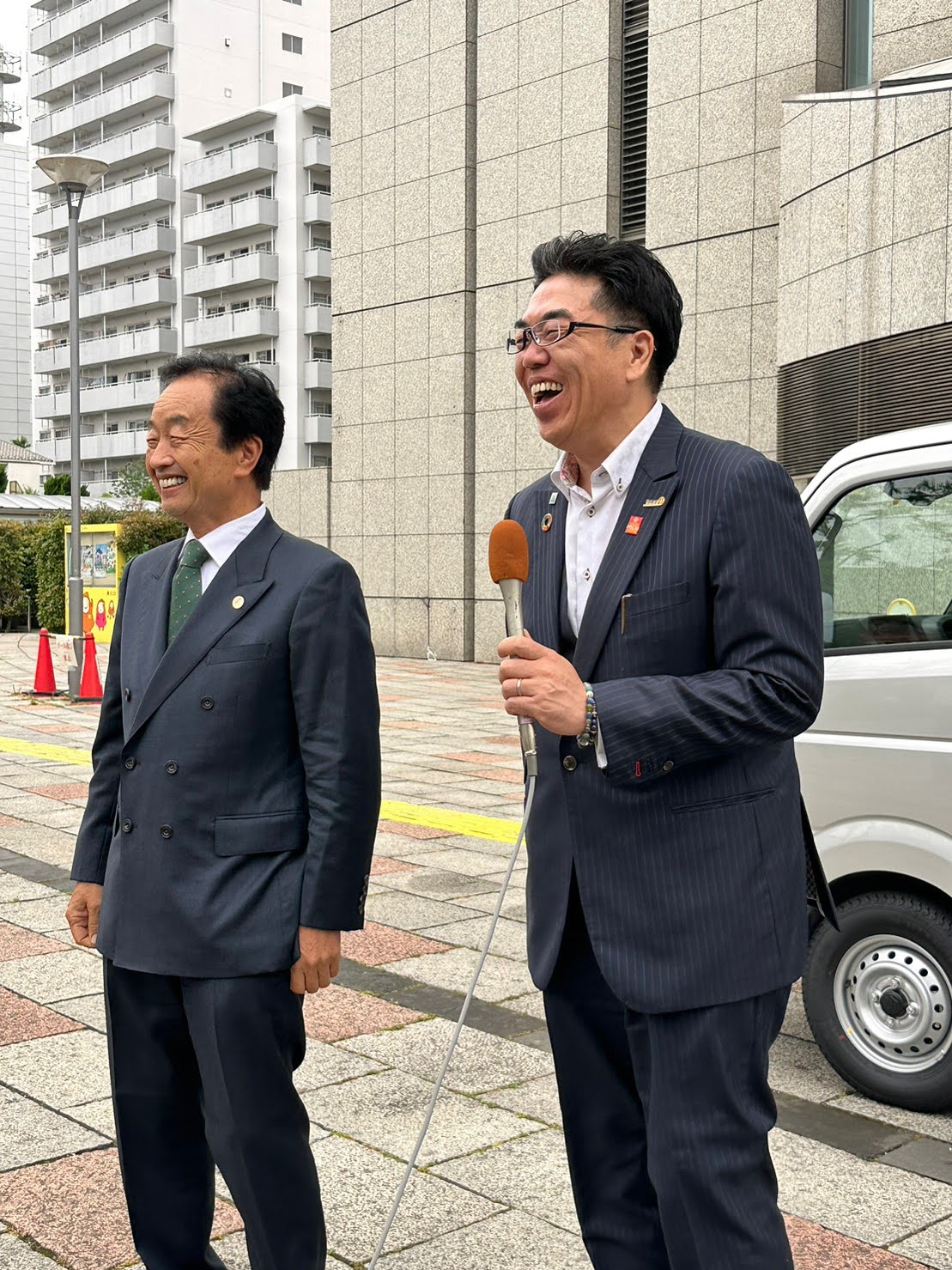
ジェイコム足立の取材を受ける市川。

- 1976年（昭和51年） - 埼玉県に市川文胤の次男として生まれる[6]。反抗期には、仕事から帰った父に話しかけるも返事一つなかったため、母に怒りをぶつけたところ、｢お父さんは会社や家族を守るため、声も出なくなるほど働いてきたんだよ。息子が隣で話をしてくれているだけで、お父さんは一番幸せなんだよ」の母の一言が転機となる[32]。国士舘中学校・国士舘高等学校卒業後、中国の清華大学へ留学、北京語言文化大学（現・北京語言大学）漢語学部経済貿易科卒業。株式会社中央シャッターに入社[10]。先代が開発費に多額を投資したため9億円に膨れ上がっていた借金を6年間で7億円を返済、その後無借金経営とする[33]。
- 2008年（平成20年） - 「上吊り式の横引きのシャッター」や「水平引きシャッター」など、特殊シャッター技術で、平成20年度の足立ブランド認定[17]。
- 2012年（平成24年） - 12月、中央シャッター、横引シャッター代表取締役就任[10][34][12]。
- 2013年（平成25年）-　オフィスの壁を取り払いワンフロア化し「社長戦力外通告」というユニークな方針を打ち出す[12]。
- 2016年（平成28年） - 株式会社横引シャッターが「煌めくオンリーワン・ナンバーワン企業」（『21世紀を拓くエクセレントカンパニー2016年版』産経新聞生活情報センター企画、ぎょうけい新聞社）に選出される[35]。
- 2017年（平成29年） - 2月24日、株式会社横引シャッターのゆるキャラである「カニ部長」と社長アイドル「スタイリッシュハート」のユニットが結成され、テーマソング「おしえてカニ部長」が全国発売される[36]。
- 2018年（平成30年） - 3月2日、平成29年度「がん患者と仕事の両立への優良な取り組みを行う企業表彰」優良賞[4]。
- 2018年（平成30年） - 12月5日、講演会「第13回　MACCプロジェクトフォーラム　シニア世代の活躍で売上UP！と生き甲斐を！」に講師として講演[7]。
- 2020年（令和2年） 
  - 5月15日、足立区へ新型コロナウイルス感染拡大防止対策として、アクリルパーティション100セットを寄贈[28]。
  - 7月10日、石川県にアクリルパーテーション100台を寄贈[29]。
  - 8月、熊本市にアクリルパーテーション100台を寄贈[30]。
  - 10月1日、令和2年度足立区功労者に選出される[5]。
- 2023年
  - 10月18日、『新入社員は78歳 小さな会社が見つけた誰もが幸せを感じられる働き方』（かんき出版）刊行。紀伊国屋書店、三省堂書店など複数の書店で売上ランキング首位を獲得[15][37]。
- 2024年
  - 5月9日、ネット番組OFFRECOの企画『事業承継はつらいよ！同族経営の光と闇』に井川意高とともにゲスト出演。同族経営について語る[38]。
  - 11月25日、『報道ステーション』（テレビ朝日）「高齢者“働き控え”解消につながる？見直しの背景は…年金カット『50万円の壁』とは」に出演[39]。

## 著書
- 『親父の証明』[40]
- 『社長戦力外通告』（プロスパー企画） - 事業承継の騒動、借金返済、兄弟間の確執などとその解決方法などを赤裸々につづったもの[41]。
- 『新入社員は78歳 小さな会社が見つけた誰もが幸せを感じられる働き方』（2023年10月18日、かんき出版）[42]ISBN 9784761276966

## 所属団体
- 東京臨海南ロータリークラブ
- 東京青年会議所 足立区委員会
- 日本青年会議所
- 東京青年会議所 あだちＯＢ会
- 東京商工会議所 足立支部 建設分科会（副分科会長）
- 倫理研究所
- 盛和塾

ほか

## マスメディア

### テレビ出演
- 2010年4月24日『ぶらり途中下車の旅』（日本テレビ）
- 2011年9月18日『モヤモヤさまぁ〜ず2』（テレビ東京）
- 2014年2月14日『若大将のゆうゆう散歩』（テレビ朝日）
- 2017年2月3日『ホリプレゼンツ 求人任三郎がいく！』横引シャッター編（チバテレビ）
- 2017年3月21日『ママTVtime』（あだちケーブルTV）
- 2018年3月6日『首都圏ネットワーク』（NHK）
- 2018年3月8日『ノンストップ!』（フジテレビ） - 90歳現役社員の取材。
- 2018年3月20日『千住でクロスC-studio』（Cwave）
- 2018年3月27日『スーパーJチャンネル』（テレビ朝日）
- 2018年5月13日『モヤモヤさまぁ〜ず2』（テレビ東京）
- 2018年7月8日『がっちりマンデー!!』（TBSテレビ）
- 2018年7月8日『池上彰が選ぶ 今知っておきたい小さなニュース』（テレビ東京）
- 2018年10月16日-10月31日『のんき～ず Naturalで行こう!』（J:COM）
- 2018年10月22日-10月28日『足立人図鑑.TV」』（J:COM）
- 2018年11月14日『東京サイト』（テレビ朝日）
- 2018年12月7日『NHK BSプレミアム「医師の闘病から読み解く がんを生きる新常識2』（NHK）
- 2018年12月22日『燃える男 中畑清の1・2・3絶好調』（チバテレビ）
- 2021年6月5日『ホリプロコムものまね軍団オフィスDEライブ』#05「株式会社横引シャッター」（チバテレ）
- 2021年7月11日『グロースの翼～350万社の奮闘記～』「三方よしを三方ジョイに」BS（テレビ東京）
- 2021年7月18日『ホリプロコムものまね軍団オフィスDEライブ』
- 2022年2月26日『ジモトに乾杯!居酒屋秀ちゃん』（J:COM）
- 2022年3月26日『週刊ニュースリーダー』（テレビ朝日）
- 2022年11月17日『イット』（フジテレビ）
- 2022年11月29日『出没!アド街ック天国』（TXNネットワーク）[44][45]
- 2023年1月9日 『ニュースウオッチ9』（NHK）
- 2023年1月9日『プライムオンラインTODAY』（FNN）
- 2023年4月3日『ねづっちぃ散歩X』（J:COM）
- 2023年6月5日『東京つながるニュース』（J：COM足立）
- 2023年7月24日『ウェルビーイング、みつけた』（BS朝日）
- 2023年7月24,30日 『ウェルビーイング、みつけた』（BS朝日）
- 2023年11月23日『羽島真一モーニングショー』（テレビ朝日）
- 2023年12月9日、12月16日『ジモトピックス』（JCOM）
- 2024年4月21日『ビートたけしのTVタックル』（テレビ朝日）
- 2024年4月26日『首都圏情報 ネタドリ!』（NHK）
- 2024年6月5日『首都圏情報 ネタドリ!』（英語版、NHKワールド）
- 2024年6月12日『下町のダイバシティ経営とは』（BSテレ東、日経ニュースプラス９）
- 2024年6月14日『我流経営ラジオ版 アツい社長のホットなランチタイム♪』日鳥越アズーリFM[46]
- 2024年8月3日『トウキョウもっと！２ 元気計画研究所』（東京MX）[47]
- 2024年9月7日‐13日『ジモトトピックス』（J:COM）
- 2024年9月26日『林修の今、知りたいでしょ!』（テレビ朝日）
- 2024年10月2日『天下財政』（中国中央電視台）
- 2024年11月25日、『報道ステーション』「高齢者“働き控え”解消につながる？見直しの背景は…年金カット『50万円の壁』とは」に出演[39]。

その他

### インターネット番組
- 2024年5月9日、OFFRECOの対談企画番組『事業承継はつらいよ！同族経営の光と闇』に井川意高とともにゲスト出演[38]。

### ラジオ出演
- 2017年1月18日『毒蝮三太夫のミュージックプレゼント』（TBSラジオ）

（より）

## 講演会・セミナー
- 2016年3月23日以降-

※詳細は、公式サイトを参照。